# Campeonato Paraguayo de Fútbol Femenino 2022
El Campeonato Paraguayo de Fútbol Femenino 2022 fue el vigésimo segundo campeonato oficial de Primera División de la rama femenina de la Asociación Paraguaya de Fútbol (APF). Olimpia fue el campeón del Torneo Apertura y Clausura
El equipo campeón clasificó a la Copa Libertadores Femenina 2022.

## Sistema de competición
Como en temporadas anteriores, se juega dos torneos al año (Torneo Apertura y Torneo Clausura). Cada torneo consta de una rueda (el Apertura tuvo 13 fechas y el Clausura tendrá 11) y el que se quede primero al final del torneo será el campeón.
Al final del año, juegan para definir al campeón absoluto de la temporada, los campeones de cada torneo (Apertura y Clausura), en partido único. Si un mismo club gana ambos torneos, se consagra automáticamente campeón absoluto de la temporada.

## Equipos participantes

### Localización
La mayoría de los clubes (9) se concentra en la capital del país. En tanto que dos se encuentran a corta distancia en ciudades del departamento Central y otros dos fusionados con Libertad y Nacional. Por último, uno pertenece al departamento de Guairá y uno al de Alto Paraná. Se incluye al estadio Defensores del Chaco, propiedad de la Asociación Paraguaya de Fútbol, debido a su uso frecuente por equipos que optan oficiar ahí como locales.
- Nota: La sede social y administrativa del club Sol de América se halla en Barrio Obrero, Asunción, pero su campo de juego se ubica en Villa Elisa donde hace de local desde 1985.

| Distrito capital/Departamento | Cantidad | Equipos |
| ----------------------------- | -------- | --- |
| Asunción                      | 9        | Cerro Porteño / Olimpia / Guaraní / Libertad** / Nacional* / Tacuary / Resistencia / Sportivo Ameliano / River Plate |
| Departamento Central          | 4        | 12 de Octubre (I) / Sol de América / Sportivo Limpeño** / Deportivo Humaitá*                                         |
| Departamento de Guairá        | 1        | Guaireña FC |
| Departamento de Alto Paraná   | 1        | General Caballero (JLM)                                                                                              |

| * | Juegan como Nacional/Deportivo Humaitá. |

| ** | Juegan como Libertad/Sportivo Limpeño. |

### Información de equipos
Listado de los equipos que disputarán dos torneos de la temporada. El número de equipos participantes para esta temporada es de 13.
| Equipo            | Ciudad                   | Estadio                      | Capacidad | Fundación               | Títulos | Proovedor     | Patrocinador       |
| ----------------- | ------------------------ | ---------------------------- | --------- | ----------------------- | ------- | ------------- | ------------------ |
| River Plate       | Asunción                 | River Plate                  | 6 500     | 15 de enero de 1911     | 0       | Saltarín Rojo | Nissan             |
| 12 de Octubre     | Itauguá                  | Luis Alberto Salinas Tanasio | 10 000    | 14 de agosto de 1914    | 0       | Lotto         | Grupo Bahía        |
| Cerro Porteño     | Asunción                 | General Pablo Rojas          | 45 000    | 1 de octubre de 1912    | 7       | Puma          | Tigo               |
| General Caballero | Dr. Juan León Mallorquín | Leandro Ovelar               | 4500      | 21 de junio de 1962     | 0       | Kappa         | Comercial San Blás |
| Guaireña          | Villarrica               | Parque del Guairá            | 15 000    | 28 de marzo de 2016     | 0       | Kyrios        | Coopeduc           |
| Guaraní           | Asunción                 | Rogelio Silvino Livieres     | 8380      | 12 de octubre de 1903   | 0       | Kyrios        | Tigo               |
| Libertad          | Asunción                 | Dr. Nicolás Leoz             | 10 100    | 30 de julio de 1905     | 1       | Puma          | Pulp               |
| Limpeño           | Limpio                   | Optaciano Gómez              | 1 800     | 16 de julio de 1914     | 3       | Puma          | Pulp               |
| Nacional          | Asunción                 | Arsenio Erico                | 4434      | 5 de junio de 1904      | 2       | Kyrios        | Banco Continental  |
| Humaitá           | Mariano Roque Alonso     | Pioneros de Corumba Cué      | 7 000     | 19 de febrero de 1932   | 0       | Kyrios        | Banco Continental  |
| Olimpia           | Asunción                 | Manuel Ferreira              | 22 000    | 25 de julio de 1902     | 1       | Nike          | Tigo               |
| Resistencia       | Asunción                 | Tomás Beggan Correa          | 6500      | 27 de diciembre de 1917 | 0       | Lotto         | Tigo               |
| Sol de América    | Villa Elisa              | Prof. Luis Alfonso Giagni    | 11 000    | 22 de marzo de 1909     | 0       | Kyrios        | Banco Continental  |
| Ameliano          | Asunción                 | José Tomás Silva             | 800       | 6 de enero de 1936      | 0       | Garcis        | Ayres              |
| Tacuary           | Asunción                 | Toribio Vargas               | 3000      | 10 de diciembre de 1923 | 0       | Saltarín Rojo | Electroban         |

## Clasificación
Torneo Apertura
| Pos. | Equipo                  | Pts. | PJ | G  | E | P  | GF | GC | Dif. |  |
| ---- | ----------------------- | ---- | -- | -- | - | -- | -- | -- | ---- |  |
| 1    | Olimpia (C)             | 36   | 12 | 12 | 0 | 0  | 45 | 4  | +41  |  |
| 2    | Libertad/Limpeño        | 31   | 12 | 10 | 1 | 1  | 52 | 4  | +48  |  |
| 3    | Cerro Porteño           | 28   | 12 | 9  | 1 | 2  | 54 | 13 | +41  |  |
| 4    | Sol de América          | 26   | 12 | 8  | 2 | 2  | 25 | 11 | +14  |  |
| 5    | Nacional/Humaitá        | 20   | 12 | 6  | 2 | 4  | 26 | 21 | +5   |  |
| 6    | Guaraní                 | 19   | 12 | 6  | 1 | 5  | 32 | 19 | +13  |  |
| 7    | Resistencia             | 17   | 12 | 5  | 2 | 5  | 28 | 29 | −1   |  |
| 8    | Guaireña                | 14   | 12 | 4  | 2 | 6  | 23 | 29 | −6   |  |
| 9    | General Caballero       | 14   | 12 | 4  | 2 | 6  | 23 | 30 | −7   |  |
| 10   | Tacuary                 | 11   | 12 | 3  | 2 | 7  | 16 | 22 | −6   |  |
| 11   | 12 de Octubre (Itauguá) | 4    | 12 | 1  | 1 | 10 | 5  | 52 | −47  |  |
| 12   | Ameliano                | 3    | 12 | 1  | 0 | 11 | 6  | 53 | −47  |  |
| 13   | River Plate             | 3    | 12 | 1  | 0 | 11 | 6  | 54 | −48  |  |

Actualizado a los partidos jugados el 30 de mayo de 2022.
 Fuente: APF
| (C) | Clasifica a la Copa Libertadores Femenina 2022. |

Torneo Clausura
| Pos. | Equipo                  | Pts. | PJ | G  | E | P  | GF | GC | Dif. |  |
| ---- | ----------------------- | ---- | -- | -- | - | -- | -- | -- | ---- |  |
| 1    | Olimpia (C)             | 31   | 11 | 10 | 1 | 0  | 49 | 2  | +47  |  |
| 2    | Cerro Porteño           | 28   | 11 | 9  | 1 | 1  | 31 | 8  | +23  |  |
| 3    | Libertad/Limpeño        | 27   | 11 | 9  | 0 | 2  | 46 | 6  | +40  |  |
| 4    | Guaraní                 | 22   | 11 | 7  | 1 | 3  | 36 | 13 | +23  |  |
| 5    | Sol de América          | 21   | 11 | 6  | 3 | 2  | 28 | 12 | +16  |  |
| 6    | Nacional/Humaitá        | 14   | 11 | 4  | 2 | 5  | 27 | 16 | +11  |  |
| 7    | Guaireña                | 14   | 11 | 4  | 2 | 5  | 14 | 29 | −15  |  |
| 8    | Resistencia             | 13   | 11 | 4  | 1 | 6  | 18 | 24 | −6   |  |
| 9    | Tacuary                 | 10   | 11 | 2  | 4 | 5  | 8  | 30 | −22  |  |
| 10   | Ameliano                | 5    | 11 | 1  | 2 | 8  | 9  | 40 | −31  |  |
| 11   | General Caballero       | 4    | 11 | 1  | 1 | 9  | 7  | 40 | −33  |  |
| 12   | 12 de Octubre (Itauguá) | 0    | 11 | 0  | 0 | 11 | 5  | 58 | −53  |  |

Actualizado a los partidos jugados el 28 de agosto de 2022.
 Fuente: APF
| (C) | Clasifica a la Copa Libertadores Femenina 2022. |

## Fixture
- Los horarios son correspondientes a la hora local de verano (UTC-3) y horario estándar (UTC-4), Asunción, Paraguay.

Torneo Apertura
| Fecha 1                          | Fecha 1   | Fecha 1               | Fecha 1           | Fecha 1       | Fecha 1 |
| Local                            | Resultado | Visitante             | Estadio           | Día           | Hora    |
| -------------------------------- | --------- | --------------------- | ----------------- | ------------- | ------- |
| Guaraní                          | 2 - 5     | Cerro Porteño         | Adrián Jara       | 25 de febrero | 10:00   |
| River Plate                      | 1 - 3     | Resistencia           | Parque Guasu      | 27 de febrero | 9:30    |
| Tacuary                          | 1 - 1     | Sol de América        | Parque Guasu      | 27 de febrero | 9:30    |
| Nacional/Deportivo Humaitá       | 0 - 4     | Olimpia               | Gunther Vogel     | 28 de febrero | 10:00   |
| Sportivo Ameliano                | 1 - 3     | General Caballero JLM | Juan B. Ruiz Díaz | 28 de febrero | 16:00   |
| Guaireña                         | 4 - 0     | 12 de Octubre         | Parque del Guairá | 28 de febrero | 17:00   |
| Libre: Libertad/Sportivo Limpeño |           |                       |                   |               |         |

| Fecha 2               | Fecha 2   | Fecha 2                    | Fecha 2             | Fecha 2    | Fecha 2 |
| Local                 | Resultado | Visitante                  | Estadio             | Día        | Hora    |
| --------------------- | --------- | -------------------------- | ------------------- | ---------- | ------- |
| Olimpia               | 4 - 0     | River Plate                | Gunther Vogel       | 4 de marzo | 10:00   |
| Sol de América        | 3 - 1     | Sportivo Ameliano          | Luis Alfonso Giagni | 5 de marzo | 9:00    |
| Cerro Porteño         | 3 - 0     | Nacional/Deportivo Humaitá | Parque Azulgrana    | 5 de marzo | 16:00   |
| General Caballero JLM | 2 - 2     | Guaraní                    | Parque Guasu        | 6 de marzo | 9:00    |
| Resistencia           | 1 - 1     | Guaireña                   | Parque Guasu        | 6 de marzo | 9:00    |
| 12 de Octubre         | 0 - 8     | Libertad/Sportivo Limpeño  | Erico Galeano       | 7 de marzo | 10:00   |
| Libre: Tacuary        |           |                            |                     |            |         |

| Fecha 3                    | Fecha 3   | Fecha 3               | Fecha 3                 | Fecha 3     | Fecha 3 |
| Local                      | Resultado | Visitante             | Estadio                 | Día         | Hora    |
| -------------------------- | --------- | --------------------- | ----------------------- | ----------- | ------- |
| Nacional/Deportivo Humaitá | 2 - 2     | General Caballero JLM | Pioneros de Corumba Cué | 11 de marzo | 17:00   |
| Libertad/Sportivo Limpeño  | 3 - 0     | Resistencia           | Optaciano Gómez         | 12 de marzo | 9:00    |
| Guaireña                   | 0 - 3     | Olimpia               | Parque del Guairá       | 12 de marzo | 17:00   |
| Guaraní                    | 0 - 2     | Sol de América        | Parque Guasu            | 13 de marzo | 9:00    |
| Sportivo Ameliano          | 0 - 4     | Tacuary               | Ricardo Gregor          | 14 de marzo | 10:00   |
| River Plate                | 0 - 9     | Cerro Porteño         | River Plate             | 14 de marzo | 16:30   |
| Libre: 12 de Octubre       |           |                       |                         |             |         |

| Fecha 4                  | Fecha 4   | Fecha 4                    | Fecha 4             | Fecha 4     | Fecha 4 |
| Local                    | Resultado | Visitante                  | Estadio             | Día         | Hora    |
| ------------------------ | --------- | -------------------------- | ------------------- | ----------- | ------- |
| Tacuary                  | 1 - 3     | Guaraní                    | Optaciano Gómez     | 19 de marzo | 9:00    |
| Sol de América           | 2 - 1     | Nacional/Deportivo Humaitá | Luis Alfonso Giagni | 19 de marzo | 9:30    |
| Resistencia              | 3 - 1     | 12 de Octubre              | Parque Guasu        | 20 de marzo | 9:00    |
| Olimpia                  | 2 - 1     | Libertad/Sportivo Limpeño  | Manuel Ferreira     | 21 de marzo | 10:00   |
| Cerro Porteño            | 4 - 1     | Guaireña                   | Parque Azulgrana    | 1 de abril  | 10:00   |
| General Caballero JLM    | 2 - 1     | River Plate                | Leandro Ovelar      | 2 de abril  | 16:00   |
| Libre: Sportivo Ameliano |           |                            |                     |             |         |

| Fecha 5                    | Fecha 5   | Fecha 5               | Fecha 5                 | Fecha 5     | Fecha 5 |
| Local                      | Resultado | Visitante             | Estadio                 | Día         | Hora    |
| -------------------------- | --------- | --------------------- | ----------------------- | ----------- | ------- |
| River Plate                | 0 - 6     | Sol de América        | River Plate             | 22 de marzo | 9:00    |
| Guaireña                   | 4 - 5     | General Caballero JLM | Parque del Guairá       | 22 de marzo | 16:30   |
| Nacional/Deportivo Humaitá | 3 - 1     | Tacuary               | Pioneros de Corumba Cué | 24 de marzo | 16:30   |
| Guaraní                    | 8 - 0     | Sportivo Ameliano     | Rogelio Livieres        | 24 de marzo | 17:00   |
| 12 de Octubre              | 0 - 5     | Olimpia               | San Rafael              | 24 de marzo | 17:00   |
| Libertad/Sportivo Limpeño  | 4 - 0     | Cerro Porteño         | Optaciano Gómez         | 24 de marzo | 17:00   |
| Libre: Resistencia         |           |                       |                         |             |         |

| Fecha 6               | Fecha 6   | Fecha 6                    | Fecha 6             | Fecha 6     | Fecha 6 |
| Local                 | Resultado | Visitante                  | Estadio             | Día         | Hora    |
| --------------------- | --------- | -------------------------- | ------------------- | ----------- | ------- |
| Sol de América        | 2 - 1     | Guaireña                   | Luis Alfonso Giagni | 25 de marzo | 10:00   |
| Tacuary               | 4 - 0     | River Plate                | Parque Guasu        | 27 de marzo | 9:00    |
| Sportivo Ameliano     | 0 - 1     | Nacional/Deportivo Humaitá | Juan B. Ruiz Díaz   | 27 de marzo | 10:00   |
| General Caballero JLM | 1 - 5     | Libertad/Sportivo Limpeño  | Leandro Ovelar      | 27 de marzo | 16:00   |
| Cerro Porteño         | 12 - 1    | 12 de Octubre              | Parque Azulgrana    | 27 de marzo | 16:00   |
| Olimpia               | 5 - 2     | Resistencia                | River Plate         | 28 de marzo | 10:00   |
| Libre: Guaraní        |           |                            |                     |             |         |

| Fecha 7                    | Fecha 7   | Fecha 7               | Fecha 7                 | Fecha 7     | Fecha 7 |
| Local                      | Resultado | Visitante             | Estadio                 | Día         | Hora    |
| -------------------------- | --------- | --------------------- | ----------------------- | ----------- | ------- |
| Resistencia                | 2 - 2     | Cerro Porteño         | Enrique Soler           | 22 de abril | 10:00   |
| Guaireña                   | 2 - 1     | Tacuary               | Parque del Guairá       | 23 de abril | 15:00   |
| Nacional/Deportivo Humaitá | 1 - 0     | Guaraní               | Pioneros de Corumba Cué | 23 de abril | 15:00   |
| River Plate                | 1 - 2     | Sportivo Ameliano     | Parque Guasu            | 24 de abril | 9:00    |
| 12 de Octubre              | 0 - 3     | General Caballero JLM | San Rafael              | 24 de abril | 15:00   |
| Libertad/Sportivo Limpeño  | 0 - 0     | Sol de América        | Félix Cabrera           | 25 de abril | 10:00   |
| Libre: Olimpia             |           |                       |                         |             |         |

| Fecha 8                           | Fecha 8   | Fecha 8                   | Fecha 8                    | Fecha 8     | Fecha 8 |
| Local                             | Resultado | Visitante                 | Estadio                    | Día         | Hora    |
| --------------------------------- | --------- | ------------------------- | -------------------------- | ----------- | ------- |
| Guaraní                           | 3 - 0     | River Plate               | Comité Olímpico Paraguayo  | 30 de abril | 15:00   |
| Sportivo Ameliano                 | 0 - 3     | Guaireña                  | Juan B. Ruiz Díaz          | 30 de abril | 15:00   |
| Tacuary                           | 0 - 3     | Libertad/Sportivo Limpeño | Hugo Bogado Vaceque        | 30 de abril | 15:00   |
| General Caballero JLM             | 3 - 4     | Resistencia               | Complejo María Auxiliadora | 30 de abril | 15:00   |
| Cerro Porteño                     | 0 - 2     | Olimpia                   | General Pablo Rojas        | 1 de mayo   | 15:00   |
| Sol de América                    | 3 - 1     | 12 de Octubre             | Luis Alfonso Giagni        | 2 de mayo   | 10:00   |
| Libre: Nacional/Deportivo Humaitá |           |                           |                            |             |         |

| Fecha 9                   | Fecha 9   | Fecha 9                    | Fecha 9           | Fecha 9   | Fecha 9 |
| Local                     | Resultado | Visitante                  | Estadio           | Día       | Hora    |
| ------------------------- | --------- | -------------------------- | ----------------- | --------- | ------- |
| Libertad/Sportivo Limpeño | 4 - 0     | Sportivo Ameliano          | Optaciano Gómez   | 3 de mayo | 15:00   |
| Guaireña                  | 1 - 3     | Guaraní                    | Parque del Guairá | 3 de mayo | 15:00   |
| Olimpia                   | 3 - 0     | General Caballero JLM      | River Plate       | 4 de mayo | 15:00   |
| River Plate               | 0 - 6     | Nacional/Deportivo Humaitá | River Plate       | 5 de mayo | 15:00   |
| Resistencia               | 0 - 4     | Sol de América             | Alfonso Colmán    | 5 de mayo | 15:00   |
| 12 de Octubre             | 0 - 0     | Tacuary                    | San Rafael        | 5 de mayo | 15:00   |
| Libre: Cerro Porteño      |           |                            |                   |           |         |

| Fecha 10                   | Fecha 10  | Fecha 10                  | Fecha 10                   | Fecha 10  | Fecha 10 |
| Local                      | Resultado | Visitante                 | Estadio                    | Día       | Hora     |
| -------------------------- | --------- | ------------------------- | -------------------------- | --------- | -------- |
| Guaraní                    | 0 - 2     | Libertad/Sportivo Limpeño | Roque Battilana            | 6 de mayo | 10:00    |
| Sportivo Ameliano          | 0 - 1     | 12 de Octubre             | Parque Guasu               | 8 de mayo | 9:30     |
| Tacuary                    | 1 - 5     | Resistencia               | Parque Guasu               | 8 de mayo | 9:30     |
| Sol de América             | 0 - 1     | Olimpia                   | Luis Alfonso Giagni        | 8 de mayo | 9:30     |
| General Caballero JLM      | 0 - 4     | Cerro Porteño             | Complejo María Auxiliadora | 8 de mayo | 10:00    |
| Nacional/Deportivo Humaitá | 3 - 3     | Guaireña                  | Arsenio Erico              | 9 de mayo | 10:00    |
| Libre: River Plate         |           |                           |                            |           |          |

| Fecha 11                     | Fecha 11  | Fecha 11                   | Fecha 11                  | Fecha 11   | Fecha 11 |
| Local                        | Resultado | Visitante                  | Estadio                   | Día        | Hora     |
| ---------------------------- | --------- | -------------------------- | ------------------------- | ---------- | -------- |
| Cerro Porteño                | 4 - 0     | Sol de América             | Parque Azulgrana          | 13 de mayo | 10:00    |
| 12 de Octubre                | 0 - 7     | Guaraní                    | San Rafael                | 14 de mayo | 15:00    |
| Olimpia                      | 1 - 0     | Tacuary                    | Manuel Ferreira           | 14 de mayo | 17:00    |
| Guaireña                     | 3 - 1     | River Plate                | Parque del Guairá         | 15 de mayo | 9:30     |
| Libertad/Sportivo Limpeño    | 5 - 1     | Nacional/Deportivo Humaitá | Roque Battilana           | 16 de mayo | 10:00    |
| Resistencia                  | 6 - 2     | Sportivo Ameliano          | Comité Olímpico Paraguayo | 18 de mayo | 15:00    |
| Libre: General Caballero JLM |           |                            |                           |            |          |

| Fecha 12                   | Fecha 12  | Fecha 12                  | Fecha 12                | Fecha 12   | Fecha 12 |
| Local                      | Resultado | Visitante                 | Estadio                 | Día        | Hora     |
| -------------------------- | --------- | ------------------------- | ----------------------- | ---------- | -------- |
| Nacional/Deportivo Humaitá | 5 - 0     | 12 de Octubre             | Pioneros de Corumba Cué | 20 de mayo | 10:00    |
| Guaraní                    | 3 - 1     | Resistencia               | Rogelio Livieres        | 21 de mayo | 9:00     |
| Sportivo Ameliano          | 0 - 11    | Olimpia (C)               | Defensores del Chaco    | 21 de mayo | 10:00    |
| River Plate                | 0 - 11    | Libertad/Sportivo Limpeño | Parque Guasu            | 22 de mayo | 9:30     |
| Tacuary                    | 1 - 3     | Cerro Porteño             | Parque Guasu            | 22 de mayo | 9:30     |
| Sol de América             | 2 - 1     | General Caballero JLM     | Luis Alfonso Giagni     | 23 de mayo | 10:00    |
| Libre: Guaireña            |           |                           |                         |            |          |

| Fecha 13                  | Fecha 13  | Fecha 13                   | Fecha 13         | Fecha 13   | Fecha 13 |
| Local                     | Resultado | Visitante                  | Estadio          | Día        | Hora     |
| ------------------------- | --------- | -------------------------- | ---------------- | ---------- | -------- |
| General Caballero JLM     | 1 - 2     | Tacuary                    | Oliborio Cáceres | 28 de mayo | 15:00    |
| Cerro Porteño             | 8 - 0     | Sportivo Ameliano          | Parque Azulgrana | 28 de mayo | 15:00    |
| Resistencia               | 1 - 3     | Nacional/Deportivo Humaitá | Parque Guasu     | 29 de mayo | 9:30     |
| 12 de Octubre             | 1 - 2     | River Plate                | Parque Guasu     | 29 de mayo | 9:30     |
| Olimpia                   | 4 - 1     | Guaraní                    | Manuel Ferreira  | 29 de mayo | 15:00    |
| Libertad/Sportivo Limpeño | 6 - 0     | Guaireña                   | Roque Battilana  | 30 de mayo | 10:00    |
| Libre: Sol de América     |           |                            |                  |            |          |

Torneo Clausura
| Fecha 1                    | Fecha 1   | Fecha 1                   | Fecha 1                 | Fecha 1     | Fecha 1 |
| Local                      | Resultado | Visitante                 | Estadio                 | Día         | Hora    |
| -------------------------- | --------- | ------------------------- | ----------------------- | ----------- | ------- |
| Guaraní                    | 8 - 1     | 12 de Octubre             | Félix Cabrera           | 10 de junio | 9:30    |
| Tacuary                    | 0 - 6     | Olimpia                   | Roque Battilana         | 10 de junio | 10:00   |
| Sportivo Ameliano          | 0 - 2     | Sol de América            | Juan B. Ruiz Díaz       | 12 de junio | 9:30    |
| Cerro Porteño              | 2 - 0     | General Caballero JLM     | Parque Azulgrana        | 13 de junio | 10:00   |
| Nacional/Deportivo Humaitá | 0 - 2     | Resistencia               | Pioneros de Corumba Cué | 7 de julio  | 15:00   |
| Guaireña                   | 0 - 4     | Libertad/Sportivo Limpeño | Parque del Guairá       | 4 de agosto | 15:00   |

| Fecha 2                   | Fecha 2   | Fecha 2                    | Fecha 2                   | Fecha 2     | Fecha 2 |
| Local                     | Resultado | Visitante                  | Estadio                   | Día         | Hora    |
| ------------------------- | --------- | -------------------------- | ------------------------- | ----------- | ------- |
| Guaraní                   | 3 - 0     | General Caballero JLM      | Rogelio Livieres          | 17 de junio | 10:00   |
| Libertad/Sportivo Limpeño | 6 - 1     | 12 de Octubre              | Optaciano Gómez           | 18 de junio | 10:00   |
| Tacuary                   | 1 - 1     | Guaireña                   | Hugo Bogado Vaceque       | 18 de junio | 15:00   |
| Olimpia                   | 1 - 0     | Nacional/Deportivo Humaitá | Manuel Ferreira           | 20 de junio | 10:00   |
| Sol de América            | 2 - 1     | Cerro Porteño              | Luis Alfonso Giagni       | 13 de julio | 15:00   |
| Sportivo Ameliano         | 2 - 3     | Resistencia                | Comité Olímpico Paraguayo | 14 de julio | 15:00   |

| Fecha 3                   | Fecha 3   | Fecha 3                    | Fecha 3             | Fecha 3     | Fecha 3 |
| Local                     | Resultado | Visitante                  | Estadio             | Día         | Hora    |
| ------------------------- | --------- | -------------------------- | ------------------- | ----------- | ------- |
| Sol de América            | 1 - 1     | Guaraní                    | Luis Alfonso Giagni | 24 de junio | 10:00   |
| Olimpia                   | 4 - 0     | Sportivo Ameliano          | Complejo ODD        | 25 de junio | 15:00   |
| Libertad/Sportivo Limpeño | 4 - 0     | General Caballero JLM      | Optaciano Gómez     | 25 de junio | 15:00   |
| Tacuary                   | 0 - 4     | Nacional/Deportivo Humaitá | Parque Guasu        | 26 de junio | 9:30    |
| 12 de Octubre             | 0 - 3     | Guaireña                   | Luis Salinas        | 27 de junio | 10:00   |
| Cerro Porteño             | 3 - 2     | Resistencia                | Parque Azulgrana    | 21 de julio | 15:00   |

| Fecha 4               | Fecha 4   | Fecha 4                    | Fecha 4             | Fecha 4      | Fecha 4 |
| Local                 | Resultado | Visitante                  | Estadio             | Día          | Hora    |
| --------------------- | --------- | -------------------------- | ------------------- | ------------ | ------- |
| General Caballero JLM | 2 - 1     | 12 de Octubre              | Oliborio Cáceres    | 2 de julio   | 10:00   |
| Tacuary               | 1 - 1     | Sportivo Ameliano          | Parque Guasu        | 3 de julio   | 9:30    |
| Olimpia               | 1 - 1     | Cerro Porteño              | Manuel Ferreira     | 3 de julio   | 15:00   |
| Guaireña              | 1 - 1     | Nacional/Deportivo Humaitá | Parque del Guairá   | 3 de julio   | 15:00   |
| Resistencia           | 2 - 3     | Guaraní                    | Emiliano Ghezzi     | 4 de julio   | 10:00   |
| Sol de América        | 1 - 4     | Libertad/Sportivo Limpeño  | Luis Alfonso Giagni | 10 de agosto | 15:00   |

| Fecha 5                    | Fecha 5   | Fecha 5                   | Fecha 5                   | Fecha 5      | Fecha 5 |
| Local                      | Resultado | Visitante                 | Estadio                   | Día          | Hora    |
| -------------------------- | --------- | ------------------------- | ------------------------- | ------------ | ------- |
| Cerro Porteño              | 4 - 0     | Tacuary                   | Parque Guasu              | 8 de julio   | 10:00   |
| 12 de Octubre              | 0 - 8     | Sol de América            | Parque Guasu              | 10 de julio  | 10:00   |
| General Caballero JLM      | 0 - 1     | Guaireña                  | Oliborio Cáceres          | 10 de julio  | 10:00   |
| Guaraní                    | 0 - 2     | Olimpia                   | La Arboleda               | 11 de julio  | 10:00   |
| Nacional/Deportivo Humaitá | 6 - 0     | Sportivo Ameliano         | Pioneros de Corumba Cué   | 11 de julio  | 15:00   |
| Resistencia                | 0 - 3     | Libertad/Sportivo Limpeño | Comité Olímpico Paraguayo | 18 de agosto | 15:00   |

| Fecha 6                    | Fecha 6   | Fecha 6           | Fecha 6           | Fecha 6      | Fecha 6 |
| Local                      | Resultado | Visitante         | Estadio           | Día          | Hora    |
| -------------------------- | --------- | ----------------- | ----------------- | ------------ | ------- |
| Guaraní                    | 7 - 0     | Tacuary           | Roque Battilana   | 15 de julio  | 10:00   |
| General Caballero JLM      | 0 - 4     | Sol de América    | Oliborio Cáceres  | 16 de julio  | 15:00   |
| 12 de Octubre              | 0 - 3     | Resistencia       | Parque Guasu      | 17 de julio  | 9:30    |
| Guaireña                   | 3 - 0     | Sportivo Ameliano | Parque del Guairá | 17 de julio  | 15:00   |
| Nacional/Deportivo Humaitá | 0 - 1     | Cerro Porteño     | Ricardo Gregor    | 18 de julio  | 10:00   |
| Libertad/Sportivo Limpeño  | 0 - 1     | Olimpia           | Adrián Jara       | 22 de agosto | 10:00   |

| Fecha 7                   | Fecha 7   | Fecha 7                    | Fecha 7           | Fecha 7     | Fecha 7 |
| Local                     | Resultado | Visitante                  | Estadio           | Día         | Hora    |
| ------------------------- | --------- | -------------------------- | ----------------- | ----------- | ------- |
| Olimpia                   | 10 - 0    | 12 de Octubre              | La Arboleda       | 22 de julio | 10:00   |
| Guaraní                   | 3 - 1     | Nacional/Deportivo Humaitá | Parque Guasu      | 24 de julio | 9:30    |
| Sportivo Ameliano         | 0 - 1     | Cerro Porteño              | Parque Guasu      | 24 de julio | 9:30    |
| Resistencia               | 4 - 1     | General Caballero JLM      | Parque Guasu      | 24 de julio | 9:30    |
| Guaireña                  | 1 - 3     | Sol de América             | Parque del Guairá | 24 de julio | 10:00   |
| Libertad/Sportivo Limpeño | 7 - 0     | Tacuary                    | Roque Battilana   | 25 de julio | 10:00   |

| Fecha 8                    | Fecha 8   | Fecha 8                   | Fecha 8                 | Fecha 8     | Fecha 8 |
| Local                      | Resultado | Visitante                 | Estadio                 | Día         | Hora    |
| -------------------------- | --------- | ------------------------- | ----------------------- | ----------- | ------- |
| Sol de América             | 4 - 0     | Resistencia               | Luis Alfonso Giagni     | 29 de julio | 10:00   |
| Nacional/Deportivo Humaitá | 0 - 3     | Libertad/Sportivo Limpeño | Pioneros de Corumba Cué | 30 de julio | 15:00   |
| General Caballero JLM      | 1 - 10    | Olimpia                   | Leandro Ovelar          | 30 de julio | 18:00   |
| Tacuary                    | 4 - 0     | 12 de Octubre             | Parque Guasu            | 31 de julio | 9:30    |
| Guaireña                   | 1 - 7     | Cerro Porteño             | Parque del Guairá       | 31 de julio | 10:00   |
| Sportivo Ameliano          | 1 - 5     | Guaraní                   | Roque Battilana         | 1 de agosto | 10:00   |

| Fecha 9           | Fecha 9   | Fecha 9                    | Fecha 9           | Fecha 9     | Fecha 9 |
| Local             | Resultado | Visitante                  | Estadio           | Día         | Hora    |
| ----------------- | --------- | -------------------------- | ----------------- | ----------- | ------- |
| Olimpia           | 2 - 0     | Sol de América             | Gunther Vogel     | 5 de agosto | 10:00   |
| Tacuary           | 2 - 0     | General Caballero JLM      | Parque Guasu      | 7 de agosto | 9:30    |
| 12 de Octubre     | 2 - 6     | Nacional/Deportivo Humaitá | Parque Guasu      | 7 de agosto | 9:30    |
| Sportivo Ameliano | 0 - 12    | Libertad/Sportivo Limpeño  | Parque Guasu      | 7 de agosto | 9:30    |
| Guaireña          | 3 - 2     | Resistencia                | Parque del Guairá | 7 de agosto | 15:00   |
| Cerro Porteño     | 3 - 1     | Guaraní                    | Parque Azulgrana  | 8 de agosto | 10:00   |

| Fecha 10              | Fecha 10  | Fecha 10                   | Fecha 10            | Fecha 10     | Fecha 10 |
| Local                 | Resultado | Visitante                  | Estadio             | Día          | Hora     |
| --------------------- | --------- | -------------------------- | ------------------- | ------------ | -------- |
| 12 de Octubre         | 0 - 2     | Sportivo Ameliano          | Luis Salinas        | 12 de agosto | 10:00    |
| Sol de América        | 0 - 0     | Tacuary                    | Luis Alfonso Giagni | 13 de agosto | 10:00    |
| General Caballero JLM | 0 - 6     | Nacional/Deportivo Humaitá | R.I. 3 Corrales     | 13 de agosto | 10:00    |
| Guaraní               | 4 - 0     | Guaireña                   | Parque Guasú        | 14 de agosto | 9:30     |
| Resistencia           | 0 - 5     | Olimpia                    | Parque Guasú        | 14 de agosto | 9:30     |
| Cerro Porteño         | 2 - 1     | Libertad/Sportivo Limpeño  | Parque Azulgrana    | 15 de agosto | 10:00    |

| Fecha 11                   | Fecha 11  | Fecha 11          | Fecha 11                | Fecha 11     | Fecha 11 |
| Local                      | Resultado | Visitante         | Estadio                 | Día          | Hora     |
| -------------------------- | --------- | ----------------- | ----------------------- | ------------ | -------- |
| Nacional/Deportivo Humaitá | 3 - 3     | Sol de América    | Pioneros de Corumba Cué | 26 de agosto | 15:00    |
| Resistencia                | 0 - 0     | Tacuary           | Parque Guasu            | 28 de agosto | 9:30     |
| Libertad/Sportivo Limpeño  | 2 - 1     | Guaraní           | Optaciano Gómez         | 28 de agosto | 10:00    |
| 12 de Octubre              | 0 - 6     | Cerro Porteño     | Luis Salinas            | 28 de agosto | 10:00    |
| Olimpia (C)                | 7 - 0     | Guaireña          | Manuel Ferreira         | 28 de agosto | 10:00    |
| General Caballero JLM      | 3 - 3     | Sportivo Ameliano | Leandro Ovelar          | 28 de agosto | 10:00    |

### Resultados
| Local \ Visitante       | 12O  | CPO | GCM | GRÑ | GUA | LIB** | NAC* | SOL | OLI  | RES | AME | TAC | RIV*** |
| ----------------------- | ---- | --- | --- | --- | --- | ----- | ---- | --- | ---- | --- | --- | --- | ------ |
| 12 de Octubre           |      | 0–6 | 0–3 | 0–3 | 0–7 | 0–8   | 2–6  | 0–8 | 0–5  | 0–3 | 0–2 | 0–0 | 1–2    |
| Cerro Porteño           | 12–1 |     | 2–0 | 4–1 | 3–1 | 2–1   | 3–0  | 4–0 | 0–2  | 3–2 | 8–0 | 4–0 | X      |
| General Caballero (JLM) | 2–1  | 0–4 |     | 0–1 | 2–2 | 1–5   | 0–6  | 0–4 | 1–10 | 3–4 | 3–3 | 1–2 | 2–1    |
| Guaireña                | 4–0  | 1–7 | 4–5 |     | 1–3 | 0–4   | 1–1  | 1–3 | 0–3  | 3–2 | 3–0 | 2–1 | 3–1    |
| Guaraní                 | 8–1  | 2–5 | 3–0 | 4–0 |     | 0–2   | 3–1  | 0–2 | 0–2  | 3–1 | 8–0 | 7–0 | 3–0    |
| Libertad**              | 6–1  | 4–0 | 4–0 | 6–0 | 2–1 |       | 5–1  | 0–0 | 0–1  | 3–0 | 4–0 | 7–0 | X      |
| Nacional*               | 5–0  | 0–1 | 2–2 | 3–3 | 1–0 | 0–3   |      | 3–3 | 0–4  | 0–2 | 6–0 | 3–1 | X      |
| Sol de América          | 3–1  | 2–1 | 2–1 | 2–1 | 1–1 | 1–4   | 2–1  |     | 0–1  | 4–0 | 3–1 | 0–0 | X      |
| Olimpia                 | 10–0 | 1–1 | 3–0 | 7–0 | 4–1 | 2–1   | 1–0  | 2–0 |      | 5–2 | 4–0 | 1–0 | 4–0    |
| Resistencia             | 3–1  | 2–2 | 4–1 | 1–1 | 2–3 | 0–3   | 1–3  | 0–4 | 0–5  |     | 6–2 | 0–0 | X      |
| Sportivo Ameliano       | 0–1  | 0–1 | 1–3 | 0–3 | 1–5 | 0–12  | 0–1  | 0–2 | 0–11 | 2–3 |     | 0–4 | X      |
| Tacuary                 | 4–0  | 1–3 | 2–0 | 1–1 | 1–3 | 0–3   | 0–4  | 1–1 | 0–6  | 1–5 | 1–1 |     | 4–0    |
| River Plate***          | X    | 0–9 | X   | X   | X   | 0–11  | 0–6  | 0–6 | X    | 1–3 | 1–2 | X   |        |

| * | Juega en conjunto con Deportivo Humaitá. |

| ** | Juega en conjunto con Sportivo Limpeño. |

| *** | River Plate sólo jugó el Torneo Apertura. |

## Campeón
|                     |
| Olimpia 1 .° título |

## Vicecampeonato
Los vicecampeones del Apertura y Clausura, se enfrentaron en un partido único para definir el vicecampeón absoluto de la temporada. Como no hubo igualdad en goles, no se definió por la vía de los penales.
| 1 de septiembre de 2022, 16:00 | Libertad/Sportivo Limpeño                                | 4:0 (2:0) | Cerro Porteño | Estadio Defensores del Chaco, Asunción |                            |
|                                | Liza Larrea 1' · Liz Peña 16' · Ramona Martínez 70', 84' | Reporte   |               | Árbitro(s): Zulma Quiñónez             | Árbitro(s): Zulma Quiñónez |

## Puntaje acumulado
El puntaje acumulado es el que obtiene cada equipo al sumar los torneos Apertura y Clausura de 2022. 
- Para la Copa Libertadores Femenina 2022 clasifican 2: el campeón y subcampeón de la temporada, ordenados según sus posiciones finales en la tabla.

El campeón y subcampeón de la temporada aseguran su participación en la Libertadores como Paraguay 1 o 2, sin depender de la posición que ocuparon en esta tabla.
| Pos. | Equipo                  | Pts. | PJ | G  | E | P  | GF | GC  | Dif. | Clasificación 2023                      |
| ---- | ----------------------- | ---- | -- | -- | - | -- | -- | --- | ---- | --------------------------------------- |
| 1    | Olimpia                 | 67   | 23 | 22 | 1 | 0  | 94 | 6   | +88  | Fase de grupos de la Copa Libertadores. |
| 2    | Libertad/Limpeño        | 58   | 23 | 19 | 1 | 3  | 98 | 10  | +88  | Fase de grupos de la Copa Libertadores. |
| 3    | Cerro Porteño           | 56   | 23 | 18 | 2 | 3  | 60 | 13  | +47  |                                         |
| 4    | Sol de América          | 47   | 23 | 14 | 5 | 4  | 53 | 23  | +30  |                                         |
| 5    | Guaraní                 | 41   | 23 | 13 | 2 | 8  | 68 | 32  | +36  |                                         |
| 6    | Nacional/Humaitá        | 34   | 23 | 10 | 4 | 9  | 53 | 37  | +16  |                                         |
| 7    | Resistencia             | 30   | 23 | 9  | 3 | 11 | 46 | 53  | −7   |                                         |
| 8    | Guaireña                | 28   | 23 | 8  | 4 | 11 | 37 | 58  | −21  |                                         |
| 9    | Tacuary                 | 21   | 23 | 5  | 6 | 12 | 24 | 52  | −28  |                                         |
| 10   | General Caballero       | 18   | 23 | 5  | 3 | 15 | 30 | 70  | −40  |                                         |
| 11   | Ameliano                | 8    | 23 | 2  | 2 | 19 | 15 | 93  | −78  |                                         |
| 12   | 12 de Octubre (Itauguá) | 4    | 23 | 1  | 1 | 21 | 10 | 110 | −100 |                                         |
| 13   | River Plate*            | 3    | 12 | 1  | 0 | 11 | 6  | 0   | +6   |                                         |

Actualizado a los partidos jugados el 28 de agosto de 2022.
 Fuente: APF
| * | River Plate sólo jugó el Torneo Apertura. |

## Goleadoras
Torneo Apertura

| Pos. | Jugadora          | Club                       | Goles |
| ---- | ----------------- | -------------------------- | ----- |
| 1    | Liza Larrea       | Libertad/Sportivo Limpeño  | 17    |
| 2    | Ana Fleitas       | Cerro Porteño              | 16    |
| 3    | Amada Peralta     | Olimpia                    | 14    |
| 4    | Karina Castellano | Olimpia                    | 10    |
| 5    | Larissa Ocampos   | General Caballero JLM      | 7     |
| 6    | Ramona Martínez   | Libertad/Sportivo Limpeño  | 7     |
| 7    | María Melgarejo   | Resistencia                | 7     |
| 8    | Wilma Espinoza    | Guaraní                    | 7     |
| 9    | Delci Serafini    | Nacional/Deportivo Humaitá | 7     |
| 10   | Lourdes González  | Cerro Porteño              | 6     |
| 11   | Mireya Cardozo    | Guaireña                   | 6     |
| 12   | Mariela Godoy     | Guaireña                   | 6     |
| 13   | Angie Delgado     | Guaraní                    | 6     |
| 14   | María Segovia     | Tacuary                    | 6     |
| 15   | María Garay       | Cerro Porteño              | 5     |

Torneo Clausura

| Pos. | Jugadora           | Club                       | Goles |
| ---- | ------------------ | -------------------------- | ----- |
| 1    | Liza Larrea        | Libertad/Sportivo Limpeño  | 19    |
| 2    | Karina Castellano  | Olimpia                    | 19    |
| 3    | Liz Peña           | Libertad/Sportivo Limpeño  | 16    |
| 4    | Angie Delgado      | Guaraní                    | 10    |
| 5    | Ana Fleitas        | Cerro Porteño              | 9     |
| 6    | Delci Serafini     | Nacional/Deportivo Humaitá | 9     |
| 7    | Maidi Cristaldo    | Guaraní                    | 8     |
| 8    | Rosa Aquino        | Sol de América             | 8     |
| 9    | Jorgelina González | Nacional/Deportivo Humaitá | 7     |
| 10   | Taís Leiva         | Resistencia                | 7     |
| 11   | Dahiana Rivas      | Nacional/Deportivo Humaitá | 6     |
| 12   | Mariela Godoy      | Guaireña                   | 5     |
| 13   | Yésica Alonso      | Guaraní                    | 5     |
| 14   | Vanessa Arce       | Libertad/Sportivo Limpeño  | 5     |
| 15   | María Yegros       | Sol de América             | 5     |